# Robert Hite
Robert Hite, né le 12 janvier 1984 à Cincinnati (États-Unis), est un joueur de basket-ball professionnel américain. Il mesure 1,88 m.

## Biographie
Robert Hite est issu de National Collegiate Athletic Association (NCAA), le championnat universitaire américain de basket-ball où il évolue pendant quatre saisons avec les Miami Hurricanes de l'Université de Miami. Non-drafté à l'issue de son parcours universitaire, il rejoint quand même une franchise NBA avec le Heat de Miami en 2006 avant d'être envoyé aux Sioux Falls Skyforce, une équipe de D-League, ligue américaine mineure. La saison suivante, il décide de rejoindre le club de Galatasaray en Turquie puis s'engage successivement au Tau Ceramica (Espagne), à Montegranaro et Reggio Emilia (Italie), au Hapoël Holon (Israël) avant de rejoindre la France en 2011 avec le CSP Limoges puis Cholet Basket pour la saison 2011-2012. Il atteint la finale de la Coupe de France avec Limoges.

## Carrière Professionnelle
- 2006-2007 :  Miami Heat (NBA)
- 2007-0000 :  Sioux Falls Skyforce (D-League)
- 2007-2008 :  Galatasaray SK (TBL)
- 2008-0000 :  Tau Ceramica (Liga ACB)
- 2008-2009 :  Montegranaro (LegA)
- 2008-2009 :  Reggio Emilia (LegA)
- 2009-2010 :  Hapoël Holon (IBSL)
- 2011 :  Limoges CSP (Pro A)
- 2011 :  Cholet Basket (Pro A)